# هوارد بريستول
هوارد بريستول (بالإنجليزية: Howard Bristol)‏ هو مصمم إنتاجي أمريكي، ولد في 14 أغسطس 1902 في آيوا في الولايات المتحدة، وتوفي في 11 فبراير 1971 في سانتا باربارا في الولايات المتحدة.

## وصلات خارجية
- هوارد بريستول على موقع IMDb (الإنجليزية)
- هوارد بريستول على موقع أول موفي (الإنجليزية)
- هوارد بريستول على موقع قاعدة بيانات الفيلم (الإنجليزية)